# Alarm (singolo)
Alarm è un singolo della cantautrice britannica Anne-Marie, primo estratto dall'album di debutto Speak Your Mind, pubblicato il 20 maggio 2016.
La canzone è stata scritta da Anne-Marie stessa, insieme a Wayne Hector, Steve Mac e Ina Wroldsen. Anne-Marie ha eseguito la canzone all'inizio degli MTV Europe Music Awards 2016.
Il video musicale della canzone, anch'esso uscito il 20 maggio 2016, è stato diretto da Malia James e girato a Città del Messico. È liberamente ispirato al film di Baz Luhrmann del 1996, Romeo + Juliet.

## Tracce
1. Alarm – 3:25

### Versione aucustica
1. Alarm (acoustic version) – 3:08

### Remixes EP
1. Alarm (feat. Chip) (Naughty Boy Remix) – 3:24
2. Alarm (Oliver Nelson Remix) – 3:35
3. Alarm (TroyBoi Remix) – 4:11
4. Alarm (Marshmello Remix) – 3:39

## Classifiche
| Classifiche (2016/17)                | Posizione massima |
| ------------------------------------ | ----------------- |
| Australia                            | 7                 |
| Austria                              | 26                |
| Belgio (Fiandre)                     | 5                 |
| Canada                               | 97                |
| Germania                             | 27                |
| Irlanda                              | 23                |
| Italia                               | 36                |
| Lettonia                             | 16                |
| Norvegia                             | 28                |
| Paesi Bassi                          | 55                |
| Polonia                              | 54                |
| Portogallo                           | 45                |
| Regno Unito                          | 16                |
| Repubblica Ceca                      | 33                |
| Scozia                               | 11                |
| Slovacchia                           | 41                |
| Slovacchia (Singles Digitál Top 100) | 38                |
| Stati Uniti                          | 103               |
| Stati Uniti (dance)                  | 7                 |
| Stati Uniti (pop)                    | 34                |
| Svezia                               | 57                |
| Svizzera                             | 62                |

## Distribuzione
| Regione     | Data           | Formato                                | Etichetta                | Nota   |
| ----------- | -------------- | -------------------------------------- | ------------------------ | ------ |
| Mondo       | 20 maggio 2016 | Download digitale                      | Major Tom's, Asylum      | [ 10 ] |
| Regno Unito | 23 giugno 2016 | Contemporary hit radio                 | Major Tom's, Asylum      | [ 37 ] |
| Mondo       | 8 luglio 2016  | Download digitale (Remixes EP)         | Major Tom's, Asylum      | [ 38 ] |
| Mondo       | 15 luglio 2016 | Download digitale (Versione aucustica) | Major Tom's, Asylum      | [ 39 ] |
| Stati Uniti | 23 agosto 2016 | Contemporary hit radio                 | Major Tom's, Asylum, RRP | [ 40 ] |